# Soederberghia
Soederberghia is een geslacht van uitgestorven longvissen uit het Laat-Devoon. 

## Naamgeving
Soederberghia is vernoemd naar Gunnar Säve-Söderbergh, een Zweedse wetenschapper die in de jaren veertig van de twintigste eeuw het eerst fossiel van deze longvis ontdekte in oostelijk Groenland.

## Kenmerken
Soederberghia was een longvis met een lange snuit van circa vijfentwintig centimeter lang.

## Soorten
Soederberghia simpsoni werd in 2001 benoemd op basis van een fossiel uit de Mandagery-formatie bij Canowindra in de Australische deelstaat New South Wales. Deze soort leefde tijdens het Laat-Frasnien in de draslandgebieden van Australië. Inmiddels zijn twee specimens bekend van deze soort, een geïsoleerde kop en een incompleet lichaam met staart. Hiermee is Soederberghia simpsoni een zeldzame soort binnen de fauna van de Mandagery-formatie.
Soederberghia groenlandica leefde tijdens het Famennien, het laatste deel van het Devoon. Deze soort had een groot verspreidingsgebied met fossiele vondsten in de Remigolepis-series in Groenland, de Catskill-formatie in de Amerikaanse staat Pennsylvania en de Cloghnan Shale bij Forbes in New South Wales.
Een mogelijk fossiel van Soederberghia is gevonden in België en dateert uit het Famennien.